# MYO15A
MYO15A‏ (Unconventional myosin-XV) هوَ بروتين يُشَفر بواسطة جين MYO15A في الإنسان.